# Ballon d'Or 2017
A Ballon d'Or 2017 foi a 62ª edição anual da Bola de Ouro da revista francesa France Football, realizada em uma grande cerimônia na Torre Eiffel, em Paris. O vencedor foi o português Cristiano Ronaldo, pela quinta vez na carreira.

## Resultado
A lista com os 30 candidatos foi anunciada em 9 de outubro.
| Rank | Jogador                   | Clubes                        | Pontos |
| ---- | ------------------------- | ----------------------------- | ------ |
| 1    | Cristiano Ronaldo         | Real Madrid                   | 946    |
| 2    | Lionel Messi              | Barcelona                     | 670    |
| 3    | Neymar                    | Barcelona Paris Saint-Germain | 361    |
| 4    | Gianluigi Buffon          | Juventus                      | 221    |
| 5    | Luka Modrić               | Real Madrid                   | 84     |
| 6    | Sergio Ramos              | Real Madrid                   | 71     |
| 7    | Kylian Mbappé             | Monaco Paris Saint-Germain    | 48     |
| 8    | N'Golo Kanté              | Chelsea                       | 47     |
| 9    | Robert Lewandowski        | Bayern Munich                 | 45     |
| 10   | Harry Kane                | Tottenham Hotspur             | 36     |
| 11   | Edinson Cavani            | Paris Saint-Germain           | 32     |
| 12   | Isco                      | Real Madrid                   | 28     |
| 13   | Luis Suárez               | Barcelona                     | 27     |
| 14   | Kevin De Bruyne           | Manchester City               | 25     |
| 15   | Paulo Dybala              | Juventus                      | 23     |
| 16   | Marcelo                   | Real Madrid                   | 21     |
| 17   | Toni Kroos                | Real Madrid                   | 20     |
| 18   | Antoine Griezmann         | Atlético Madrid               | 17     |
| 19   | Eden Hazard               | Chelsea                       | 16     |
| 20   | David de Gea              | Manchester United             | 15     |
| 21   | Pierre-Emerick Aubameyang | Borussia Dortmund             | 14     |
| 21   | Leonardo Bonucci          | Juventus Milan                | 14     |
| 23   | Sadio Mané                | Liverpool                     | 10     |
| 24   | Radamel Falcao            | Monaco                        | 9      |
| 25   | Karim Benzema             | Real Madrid                   | 7      |
| 26   | Jan Oblak                 | Atlético Madrid               | 4      |
| 27   | Mats Hummels              | FC Bayern München             | 3      |
| 28   | Edin Džeko                | Roma                          | 2      |
| 29   | Philippe Coutinho         | Liverpool                     | 0      |
| 29   | Dries Mertens             | Napoli                        | 0      |